# Long Hóa
Long Hóa (隆化县) là một huyện thuộc địa cấp thị Thừa Đức, tỉnh Hà Bắc, Cộng hòa Nhân dân Trung Hoa. Huyện này có diện tích 5497 ki-lô-mét vuông, dân số 420.000 người (năm 2004). Mã số bưu chính là 068150. Huyện lỵ đóng tại trấn Long Hoa. Về mặt hành chính, huyện được chia thành 10 trấn, 7 hương và 8 hương dân tộc.
- Trấn: Long Hoa, Hàn Ma Doanh, Trung Quan, Thất Gia, Thang Đầu Câu, Trương Tam Doanh, Đường Tam Doanh, Lam Kỳ, Bộ Cổ Câu, Quách Gia Đồn.
- Hương: Hoang Địa, Chương Cát Doanh, Mao Kinh Bá, Kiềm Phòng, Hàn Gia Điếm, Loan Câu Môn.
- Hương dân tộc: hương dân tộc Mãn Duẫn Gia Doanh, hương dân tộc Mãn Thái Bình Trang, hương dân tộc Mông Cổ Điện Tử Câu, hương dân tộc Mãn Cựu Đồn, hương dân tộc Mông Cổ và Mãn Tây A Siêu, hương dân tộc Mông Cổ và Mãn Bạch Hổ Câu.